# Ossenx
Ossenx (okzitanisch: Aussencs) ist eine französische Gemeinde mit 52 Einwohnern (Stand: 1. Januar 2022) im Département Pyrénées-Atlantiques in der Region Nouvelle-Aquitaine (vor 2016: Aquitanien). Sie gehört zum Arrondissement Oloron-Sainte-Marie und ist Teil des Kantons Orthez et Terres des Gaves et du Sel (bis 2015: Kanton Sauveterre-de-Béarn).

## Geografie
Ossenx liegt etwa 37 Kilometer westnordwestlich von Pau am Fuß der Pyrenäen. Der Gave d’Oloron begrenzt die Gemeinde im Süden. Umgeben wird Ossenx von den Nachbargemeinden Castetbon im Norden, Audaux im Osten, Araujuzon im Süden sowie Narp im Westen und Nordwesten.

## Bevölkerungsentwicklung
| 1962                      | 1968 | 1975 | 1982 | 1990 | 1999 | 2006 | 2013 |
| ------------------------- | ---- | ---- | ---- | ---- | ---- | ---- | ---- |
| 92                        | 89   | 74   | 64   | 48   | 48   | 43   | 43   |
| Quelle: Cassini und INSEE |      |      |      |      |      |      |      |

## Sehenswürdigkeiten

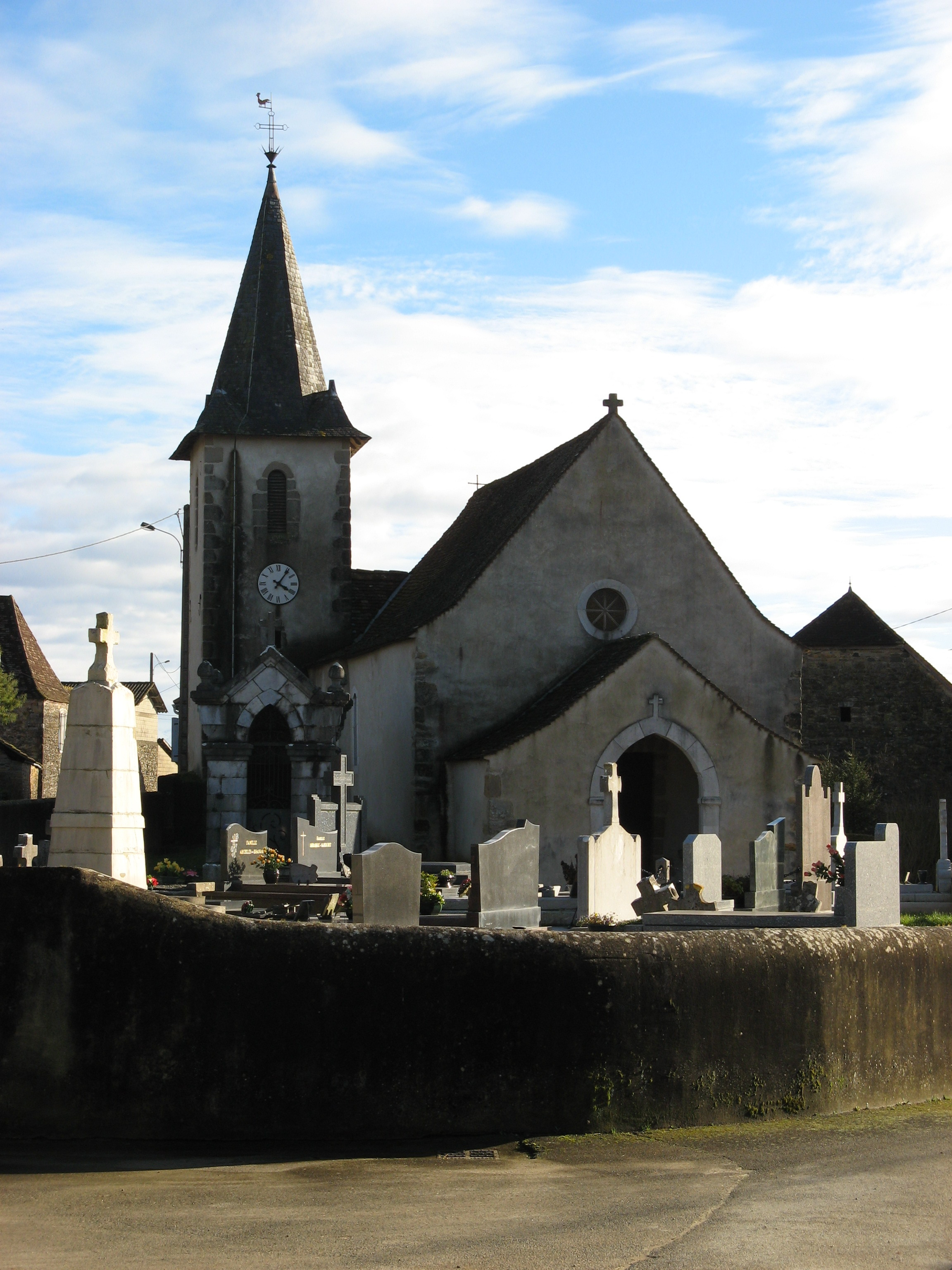
Kirche Notre-Dame-de-l'Assomption

- Kirche Notre-Dame-de-l'Assomption